# Stige
Stige är en tidigare tätort i Region Syddanmark i Danmark, som sedan 2010 är sammanvuxen med Odense. Tätorten hade 2 460 invånare (2009). Den ligger i Odense kommun på ön Fyn, cirka 4,5 kilometer norr om Odense.